# Claudia Siegmann
Claudia Siegmann (* 1973 in Kassel) ist eine deutsche Autorin von Kinder- und Jugendliteratur.

## Leben
Siegmann wuchs in Kassel auf und besuchte ein Gymnasium. Nach ihrer Schulausbildung arbeitete sie bei der Marketingabteilung der Vereinigung der Schlösser und Herrenhäuser von Mecklenburg-Vorpommern. Heute lebt sie wieder in Kassel. Ihr Debütroman „Die Nacht, als die Piraten kamen“ erschien 2011 und wurde im Folgejahr mit dem Goldenen Bücherpirat ausgezeichnet.

## Auszeichnungen
- Goldener Bücherpirat 2012 für Die Nacht, als die Piraten kamen

## Werke
- Die Nacht, als die Piraten kamen, dtv, München (2011) ISBN 978-3-423-76033-1
- Der Fluch der Ewigen Wächter, dtv, München (2012) ISBN 978-3-423-76060-7
- Traumprinz nach Rezept, Ravensburger Verlag, Ravensburg (2016) ISBN 978-3-473-40138-3
- In My Dreams. Wie ich mein Herz im Schlaf verlor, Ravensburger Verlag, Ravensburg (2017) ISBN 978-3-473-40155-0
- Feather & Rose, Band 1: Ein Sturm zieht auf, Ravensburger Verlag, Ravensburg (2022) ISBN 978-3473408757
- Feather & Rose, Band 2: Hohe Wellen, tiefe Gräben, Ravensburger Verlag, Ravensburg (2023) ISBN 978-3-473-40876-4

### Märchenfluch-Reihe
- Märchenfluch: Das letzte Dornröschen, Ravensburger Verlag, Ravensburg (2019) ISBN 978-3-473-40183-3
- Märchenfluch: Die Rache der Fee, Ravensburger Verlag, Ravensburg (2020) ISBN 978-3-473-40186-4
- Märchenfluch: Der Kuss der Wahrheit, Ravensburger Verlag, Ravensburg (2020) ISBN 978-3-473-40187-1